# Route nationale 770
Pour les articles homonymes, voir Route 770.
La route nationale 770 ou RN 770 était une route nationale française reliant Châteauneuf-sur-Sarthe à Candé. À la suite de la réforme de 1972, elle a été déclassée en RD 770.

## Ancien tracé de Châteauneuf-sur-Sarthe à Candé (D 770)
- Châteauneuf-sur-Sarthe
- Champigné
- Thorigné-d'Anjou
- Le Lion-d'Angers
- Vern-d'Anjou
- Angrie
- Candé